# Bürgermentor
Bürgermentoren sind gemäß der ursprünglichen Idee Bürger, die ehrenamtlich Engagementförderung betreiben, also andere Bürger in deren ehrenamtlichem Engagement unterstützen. Dabei bestimmen die Bürgermentoren das Ausmaß ihrer Tätigkeit selbst: bezüglich der Aufgaben (z. B. nur Projektmanagement oder Öffentlichkeitsarbeit), des Engagementfelds (z. B. auf den Bildungsbereich begrenzt) und des Raums (z. B. auf einen Stadtteil oder eine Nachbarschaft begrenzt). Allerdings verschwimmen in der Praxis oft die Grenzen zwischen Bürgermentoren und „normalen“ Ehrenamtlichen.
In Baden-Württemberg erhalten Bürger eine eigens dafür konzipierte Fortbildung zum Bürgermentorat, die im Landesnetzwerk Bürgerschaftliches Engagement unter Federführung des Paritätischen Bildungswerks Baden-Württemberg angeboten wird. Dabei wurden bis 2004 etwa eintausend Bürgermentoren fortgebildet. Die Ausbildung wird von eigens fortgebildeten Mentorentrainern durchgeführt, oftmals im Rahmen von Volkshochschulen.